# Alana Beard
Alana Monique Beard (ur. 11 maja 1982 w Shreveport) – amerykańska koszykarka, występująca na pozycji skrzydłowej.
19 listopada 2012 roku podpisała kontrakt z Wisłą Can-Pack Kraków.
16 lutego 2018 została zawodniczką CCC Polkowice.
23 stycznia 2020 ogłosiła zakończenie kariery sportowej.

## Osiągnięcia

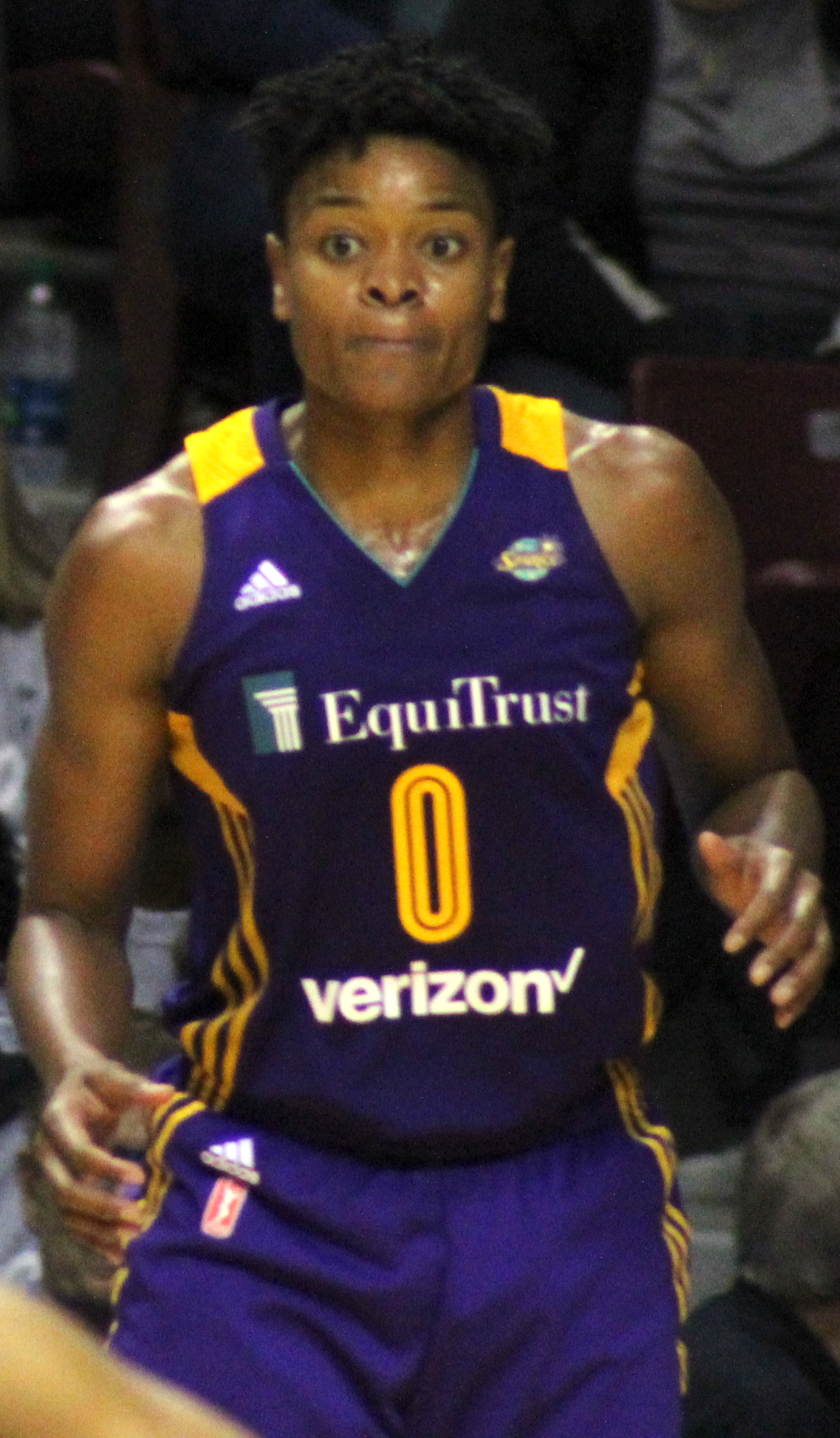
Beard w barwach Los Angeles Sparks (2017).

Na podstawie, o ile nie zaznaczono inaczej.

### NCAA
- Uczestniczka rozgrywek:
  - NCAA Final Four (2002, 2003)
  - Elite Eight (2002–2004)
  - Sweet Sixteen (2001–2004)
- Mistrzyni:
  - turnieju konferencji Atlantic Coast (ACC – 2001–2004)
  - sezonu regularnego konferencji ACC (2001–2004)
- Zawodniczka Roku:
  - NCAA:
    - według:
      - USBWA (2004)
      - Associated Press (2004)
      - ESPN.com (2003, 2004)
      - WBCA (2004)

    - im. Johna R. Woodena (2004)[9]
    - Wade Trophy (2004)
    - Victor Award (2003)
    - Lowe's Senior CLASS Award (2004 – przyznawana najlepszej zawodniczce ostatniego roku NCAA)

  - ACC (2002–2004)
  - Mary Garber Award (2003)
- Laureatka ESPY Award for best Female College Athlete (2003)
- MVP turnieju:
  - Women’s Sports Foundation Classic (2001)
  - NCAA East Region (2002)
  - NCAA Midwest Region (2003)
  - South Padre Shootout (2003)
  - Duke Classic (2003, 2004)
  - Paradise Jam (2003)
  - LMU Marina Beach Classic (2004)
- Sportsmenka roku konferencji ACC (2003, 2004)
- Najlepsza pierwszoroczna zawodniczka roku
  - NCAA (2001 według United States Basketball Writers Association, Sports Illustrated, Women's Basketball Journal, CBS Sportsline)
  - ACC (2001)
- Zaliczona do:
  - I składu:
    - All-American (2002, 2003, 2004)
    - ACC (2001–2004)
    - defensywnego ACC (2002–2004)
    - najlepszych zawodniczek pierwszorocznych:
      - All-America (2001 przez Basketball Times)
      - ACC (2001)

    - turnieju:
      - NCAA Final Four (2003)
      - ACC (2002, 2003)
      - Women’s Sports Foundation Classic (2001)
      - Duke Women’s Basketball Classic (2001, 2002)

  - ACC Women's Legends Class of 2015

### WNBA
- Mistrzyni WNBA (2016)
- Uczestniczka meczu gwiazd WNBA (2005–2007, 2009)
- Defensywna Zawodniczka Roku WNBA (2017, 2018)[10]
- Zaliczona do:
  - I składu defensywnego WNBA (2007, 2012, 2016–2018)
  - II składu:
    - WNBA (2006)
    - II składu defensywnego WNBA (2005, 2006, 2009, 2014)
- Liderka WNBA w przechwytach (2017)

### Inne drużynowe
- Mistrzyni:
  - Polski (2009)
  - Hiszpanii (2016, 2017)
  - Izraela (2007)
- Wicemistrzyni:
  - Polski (2008)
  - Izraela (2012)
  - Korei Południowej (2014)
- Zdobywczyni:
  - pucharu:
    - Polski (2008)
    - Izraela (2007)
    - Hiszpanii (2017)

  - Superpucharu Hiszpanii (2016)
- Finalistka:
  - pucharu:
    - Polski (2009)
    - Hiszpanii (2016)

  - Superpucharu Hiszpanii (2015)

### Inne indywidualne
- MVP finałów ligi hiszpańskiej (2016)[11]
- Uczestniczka meczu gwiazd Euroligi (2009)
- Powołana do udziału w meczu gwiazd PLKK (2010 – nie wystąpiła, ponieważ opuściła wcześniej klub za porozumieniem stron.)[12]

### Reprezentacja
- Mistrzyni :
  - turnieju:
    - Opals World Challenge (2006)
    - USA Basketball International Invitational (2001)

  - świata U–21 (2003)
  - Ameryki U–18 (2000)
- Brązowa medalistka mistrzostw świata:
  - 2006
  - U–19 (2001)
- Zaliczona do I składu mistrzostw świata:
  - U–21 (2003)
  - U–19 (2001)